# EXPO Classic Kai KAI YOSHIHIRO Tour 2005
『EXPO Classic Kai KAI YOSHIHIRO Tour 2005』（えきすぽ・くらっしっく・かい・かい・よしひろ・つあー - ）は、2005年に発売された甲斐よしひろの映像作品。ファンクラブ・通信販売・ライブ会場限定で発売された。品番はKAID-7。

## 概要
2005年9月に大阪・名古屋・東京の3カ所3公演で開催されたクラシック・ライブ『EXPO Classic Kai KAI YOSHIHIRO Tour 2005』の模様を収録。演奏はストリングス・ギター・アコーディオンで演奏された。
ボーナストラックには同年に開催されたアコースティックライブ『アコギなPARTY 30』ツアーから4月10日の東京都サンパール荒川でのライブの模様を2曲収録。
2010年にはデジタルリマスタリングで一般発売されたDVD-BOX『KAI DVD-BOXIII 36年目/The Premium 35years Past』のディスク6として初一般発売された。

## 収録曲
1. かりそめのスウィング
2. 昨日鳴る鐘の音
3. 甘いKISSをしようぜ
4. 安奈
5. LADY
6. 裏切りの街角
7. 花・太陽・雨
8. イエロー・キャブ
9. 風が唄った日
10. 破れたハートを売り物に
11. 風の中の火のように
12. 漂泊者（アウトロー）
13. 翼あるもの
14. 冷血（コールド・ブラッド）
15. レイニー・ドライヴ
16. 熱狂（ステージ）
17. バス通り

Bonus Track
1. 愛のもえさし（アコギなPARTY 30 サンパール荒川）
2. 感触（タッチ）（アコギなPARTY 30 サンパール荒川）